# Phyllotreta bulgarica
Phyllotreta bulgarica es una especie de insecto coleóptero de la familia Chrysomelidae. Fue descrita científicamente en 1977 por Gruev.